# Patagioenas nigrirostris
Patagioenas nigrirostris là một loài chim trong họ Columbidae.